# Меннерс, Генри, 8-й герцог Ратленд
Генри Джон Бринсли Меннерс, 8-й герцог Ратленд (англ. Henry John Brinsley Manners, 8th Duke of Rutland; 16 апреля 1852 — 8 мая 1925) — британский аристократ, пэр и консервативный политик. Он был известен как Генри Меннерс с 1852 по 1888 год и маркиз Грэнби с 1888 по 1906 год.

## Предыстория
Родился 16 апреля 1852 года. Единственный сын Джона Меннерса, 7-го герцога Ратленда (1818—1906), и его первой жены Кэтрин Луизы Джорджины Марли (1831—1854), дочери полковника Джорджа Марли. Его мать умерла незадолго до его второго дня рождения. У него было четверо сводных братьев и сестер от второго брака отца, включая лорда Эдварда Меннерса и лорда Сесила Меннерса. Он получил титул учтивости — маркиз Грэнби в 1888 году, когда его отец унаследовал титул 7-го герцога Ратленда, сменив своего старшего брата.
Учился в Итонском колледже и Тринити-колледже в Кембридже.

## Карьера
С 1885 по 1888 год Генри Меннерс занимал должность главного личного секретаря премьер-министра. Ратленд стал преемником своего отца в качестве члена Палаты общин от Мелтона в 1888 году, это место он занимал до 1895 года. В 1896 году он был вызван в Палату лордов под титулом барон Меннерс из Хэддона.
В 1906 году он сменил своего отца в качестве 8-го герцога Ратленда. Он был назначен почётным полковником 1-го добровольческого батальона Лестерширского полка в 1897 году. Он служил лордом-лейтенантом Лестершира с ноября 1900 года до своей смерти в 1925 году, а также был президентом Северо-Британской академии искусств на её открытии и в течение многих лет. В 1918 году он был произведён в рыцари Ордена Подвязки.

## Семья

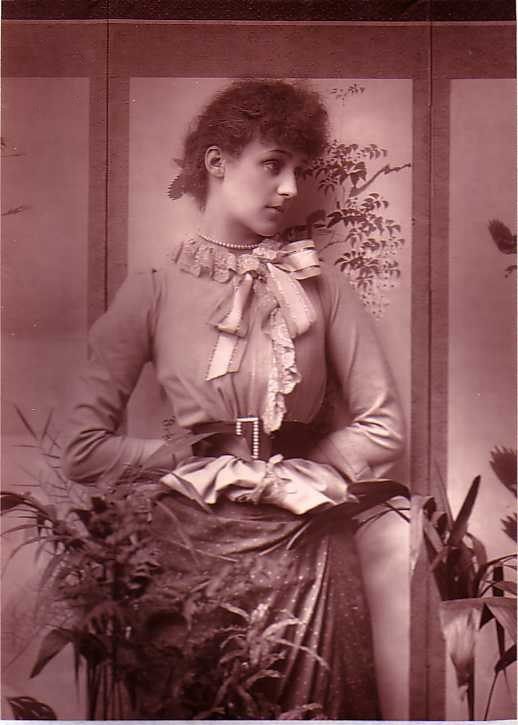
Вайолет Меннерс (1856—1937), супруга 8-го герцога Ратленда

25 ноября 1882 года будущий герцог Ратленд женился на Вайолет Линдси (7 марта 1856 — 22 декабря 1937), дочери достопочтенного полковника Чарльза Хью Линдси (1816—1889) и Эмилии Энн Браун (? — 1873). У них было пятеро детей:
- Леди (Виктория) Марджори Гарриет Меннерс (20 декабря 1883 — 3 ноября 1946), вышла замуж в 1912 году за Чарльза Пейджа, 6-го маркиза Англси (1885—1947), шесть детей
- Роберт Чарльз Джон Меннерс, лорд Хаддон (8 августа 1885 — 28 сентября 1894), умер в возрасте 9 лети
- Джон Генри Монтегю Меннерс, 9-й герцог Ратленд (21 сентября 1886 — 22 апреля 1940), женился в 1916 году на Кэтлин Теннант (1894—1989)
- Леди Вайолет Кэтрин Меннерс[англ.] (24 апреля 1888 — 23 декабря 1971), по слухам, её отцом был Монтегю Корри, 1-й барон Роутон (1838—1903). В 1911 году первым браком вышла замуж за Хьюго Чартериса, лорда Эльчо (1884—1916), сына Хьюго Чартериса, 11-го графа Уэмисса, и родила сына Дэвида Чартериса, 12-го графа Уэмисса. В 1921 году она во второй раз вышла замуж за Гая Холфорда Бенсона (1888—1975)[1], от которого у неё было трое детей.
- Леди Диана Оливия Уинифред Мод Меннерс (29 августа 1892 — 16 июня 1986), возможно, её отцом был Гарри Каст[8]. В 1919 году она вышла замуж за Даффа Купера (1890—1954), позже 1-го виконта Норвича, и родила одного сына[1].

Генри Меннерс, 8-й герцог Ратленд, скончался в мае 1925 года в возрасте 73 лет. Его титул и владения унаследовал его второй и единственный оставшийся в живых сын, Джон Меннерс, 9-й герцог Ратленд. Герцогиня Ратленд умерла в декабре 1937 года в возрасте 81 года.

## Титулатура
- 8-й герцог Ратленд (с 4 августа 1906)
- 8-й маркиз Грэнби, Ноттингемшир (с 4 августа 1906)
- 16-й граф Ратленд (с 4 августа 1906)
- 2-й барон Росс из Бельвуара, Лестершир (с 4 августа 1906)
- 8-й лорд Меннерс из Хэддона (с 6 июня 1896).